# Puchar Dalekowschodni w narciarstwie alpejskim 2012/2013
Sezon 2012/2013 Pucharu Dalekowschodniego w narciarstwie alpejskim rozpoczął się 4 grudnia 2012 roku w chińskim Wanlong. Ostatnie zawody z tego cyklu zostały rozegrane 9 marca 2013 roku w japońskim Nozawa Onsen. Zaplanowano 24 zawodów dla kobiet i mężczyzn.

## Puchar Dalekowschodni w narciarstwie alpejskim kobiet
Wśród kobiet Pucharu Dalekowschodniego z sezonu 2011/2012 broni japonka Mizue Hoshi.
W poszczególnych klasyfikacjach tryumfowały: 
- slalom:  Moe Hanaoka
- gigant:  Sakurako Mukougawa
- supergigant:  Moe Hanaoka
- superkombinacja:  Moe Hanaoka

## Puchar Dalekowschodni w narciarstwie alpejskim mężczyzn
Wśród mężczyzn Pucharu Dalekowschodniego z sezonu 2011/2012 broni koreańczyk Dong Hyun Jung.
W poszczególnych klasyfikacjach tryumfowali: 
- slalom:  Kentaro Minagawa
- gigant:  Sho Sato
- supergigant:  Tomoya Ishii
- superkombinacja:  Jung Dong-Hyun